# Let It Flow
Singles de Toni Braxton
I Belong to You/How Many Ways
(1994) Un-Break My Heart
(1996)
Let It Flow est une chanson de l'artiste américaine Toni Braxton issue de son second album studio Secrets. Elle sort en single le 21 mai 1996 sous le label LaFace Records. Elle sort en double Face A avec You're Makin' Me High. La chanson est écrite et composée par Babyface. "Let It Flow" est incluse dans bande originale du film à succès Où sont les hommes ?. 

## Composition
"Let It Flow", titre r&b qui officiae en tant que bande originale du film à succès Où sont les hommes ?, dévoile le bonheur amoureux tout en douceur et délicatesse. 

## Performance commerciale
La chanson s'érige à la 1re place du Billboard Hot 100, mais aussi au 1er rang du Hot Dance Club Songs et du Hot R&B/Hip-Hop Songs.

## Vidéoclip
"Let It Flow" est dirigé par Herb Ritts. Il y démontre Toni chantant sur un morceau de glace et dansant au milieu de danseurs. Toni Braxton Let It Flow vidéo officielle Youtube

## Classement hebdomadaire
| Classement (1996)              | Meilleure position |
| ------------------------------ | ------------------ |
| Canada (RPM Top 100 Singles)   | 28                 |
| États-Unis (Hot 100)           | 1                  |
| États-Unis (R&B/Hip-Hop Songs) | 1                  |
| États-Unis (Pop Airplay)       | 6                  |
| États-Unis (Dance Club Songs)  | 1                  |

## Crédits
Informations issues et adaptées du livret de Secrets (LaFace Records, Arista, 1996) et du site discogs.
- Toni Braxton : interprète principale, chœurs
- Kenneth "Babyface" Edmonds : auteur, compositeur, producteur, claviers, synthétiseurs, programmations, guitare
- Reggie Griffin : guitare
- Brad Gilderman : enregistrement
- Jon Gass : mixage
- Paul Boutin, Larry Schalit, Robbes Stieglietz, Kyle Bess : ingénieurs du son assistants
- Randy Walker : programmation midi
- Ivy Skoff : coordinatrice